# Jimi: All Is by My Side
Jimi: All Is by My Side è un film del 2014 scritto e diretto da John Ridley, con protagonista André 3000 nei panni di Jimi Hendrix.
La pellicola ripercorre la vita del musicista Jimi Hendrix, basandosi su vere interviste e materiale d'archivio ed è stata presentata nella sezione Proiezioni speciali al Toronto International Film Festival il 7 settembre 2013.

## Trama
Un solo anno nella vita di Jimi Hendrix, dall'incontro nel 1966 con la sua amica e mentore Linda Keith fino al giorno prima dell'indimenticabile esibizione al  Festival di Monterey nel 1967, dove il musicista di Seattle, dando fuoco alla sua chitarra, entrò nella storia del rock.

## Produzione
Il titolo di lavorazione del film fu inizialmente All Is by My Side.
Le riprese del film vengono effettuate per lo più in Irlanda.

## Musica
La Experience Hendrix LLC ha negato l'uso delle canzoni originali di Hendrix. Nel film le performance del chitarrista e del suo gruppo, sono eseguite da Waddy Wachtel (chitarra), Leland Sklar (basso) e Kenny Aronoff (batteria). Si tratta di cover che all'epoca il trio eseguiva e di nuovi frammenti musicali composti da Wachtel:
(Waddy Wachtel)

## Distribuzione
Il film viene presentato al Toronto International Film Festival il 7 settembre 2013 e successivamente al Festival del cinema di Stoccolma ed al South by Southwest. In Italia, viene presentato in anteprima al Biografilm Festival di Bologna.
Il primo trailer viene diffuso il 4 luglio 2014.
La pellicola è stata distribuita nelle sale cinematografiche statunitensi a partire dal 26 settembre 2014 mentre in quelle italiane a partire dal 18 settembre.

## Riconoscimenti
- 2015 - Independent Spirit Awards
  - Candidatura per il miglior attore a André Benjamin